# ドキセピン
ドキセピン（Doxepin）は、三環式化合物の1つで、大うつ病性障害、不安障害、慢性蕁麻疹、睡眠障害などの治療に用いられる薬剤である。蕁麻疹への抗ヒスタミン薬の代替としての使用は勧められない。睡眠障害への使用には軽度から中程度の効果がある。アトピー性皮膚炎や慢性苔癬によるかゆみにはクリームとして使用される。
一般的な副作用には、眠気、口渇、便秘、吐き気、かすみ目などが挙げられる。重大な副作用には、25歳未満の自殺、躁病、尿閉などが挙げられる。投与量が急速に減少すると、離脱症候群を発症する場合がある。妊娠中や授乳中の人への投与は一般的に推奨されない。
ドキセピンは三環系抗うつ薬（TCA）である。うつ病の治療にどのように作用するかは明らかではないが、ノルアドレナリンのレベルを高めると共にヒスタミン、アセチルコリン、セロトニンを阻害する効果がある。
ドキセピンは、1969年にアメリカ合衆国で医療薬に承認された。後発医薬品として入手可能である。2019年の英国の国民保健サービスにかかった1か月分のドキセピンは少なくとも100ポンドである。米国での卸売価格は1か月分で約23米ドルである。日本では販売されていない。 